# Баджальский хребет
Баджа́льский хребе́т — горный хребет на территории Хабаровского края России, в междуречье Амура и Амгуни, к востоку от Буреинского хребта.
Длина — 220 км, максимальная высота — 2263 (2640, 2512) м (гора Король).
Сложен вулканическими породами, песчаниками и сланцами. Характеризуется среднегорным рельефом альпийского типа, высокой степенью расчленённости и наличием карстовых озёр.

## Флора и фауна
В предгорьях хребта произрастают лиственничные леса, на склонах — тайга с преобладанием пихты и ели, а также кустарничково-лишайниковая тундра. В верхнем поясе гор размещаются горные тундры, преимущественно вересково-лишайниковые, щебенчато-лишайниковые и кустарничково-моховые. Они граничат с зарослями кедрового стланика.